# Lista de inscrições ao Oscar de melhor filme estrangeiro em 2016
Lista das inscrições ao Oscar de Melhor Filme Estrangeiro para o Oscar 2016, 88ª edição da premiação. A Academia de Artes e Ciências Cinematográficas convidou indústrias cinematográficas de diversos países para selecionar um filme para concorrer à categoria de melhor filme estrangeiro no Oscar.
As produções representantes foram exibidas originalmente em seu país de origem de 1 de outubro de 2014 a 30 de setembro de 2015. No mundo lusófono, o Ministério da Cultura do Brasil inscreveu Que Horas Ela Volta? e a Academia Portuguesa das Artes e Ciências Cinematográficas, As Mil e Uma Noites, Volume 2: O Desolado; no entanto, nenhum dos dois filmes foram indicados à premiação.

## Inscrições
| País                 | Título                                             | Língua       | Diretor                               | Resultado       |
| -------------------- | -------------------------------------------------- | ------------ | ------------------------------------- | --------------- |
| Afeganistão          | Utopia                                             | Dari         | Hassan Nazer                          | Desclassificado |
| África do Sul        | Thina Sobabili                                     | Zulu         | Ernest Nkosi                          | Não Indicado    |
| Albânia              | Bota                                               | Albanês      | Iris Elezi e Thomas Logoreci          | Não Indicado    |
| Alemanha             | Im Labyrinth des Schweigens                        | Alemão       | Giulio Ricciarelli                    | Pré-Indicado    |
| Argélia              | Crépuscule des ombres                              | Francês      | Mohamed Lakhdar Hamina                | Não Indicado    |
| Argentina            | El Clan                                            | Espanhol     | Pablo Trapero                         | Não Indicado    |
| Austrália            | Arrows of the Thunder Dragon                       | Butanês      | Greg Sneddon                          | Não Indicado    |
| Áustria              | Ich seh, ich seh                                   | Alemão       | Severin Fiala e Veronika Franz        | Não Indicado    |
| Bangladesh           | Jalaler Golpo                                      | Bengali      | Abu Shahed Emon                       | Não Indicado    |
| Bélgica              | Le Tout Nouveau Testament                          | Francês      | Jaco Van Dormael                      | Pré-Indicado    |
| Bósnia e Herzegovina | Naša svakodnevna priča                             | Bósnio       | Ines Tanović                          | Não Indicado    |
| Brasil               | Que Horas Ela Volta?                               | Português    | Anna Muylaert                         | Não Indicado    |
| Bulgária             | Съдилището                                         | Búlgaro      | Stephan Komandarev                    | Não Indicado    |
| Camboja              | The Last Reel                                      | Khmer        | Kulikar Sotho                         | Não Indicado    |
| Canadá               | Félix et Meira                                     | Francês      | Maxime Giroux                         | Não Indicado    |
| Cazaquistão          | Zhat                                               | Cazaque      | Ermek Tursunov                        | Não Indicado    |
| Chile                | El Club                                            | Espanhol     | Pablo Larraín                         | Não Indicado    |
| China                | Gun dan ba! Zhong liu jun                          | Mandarim     | Han Yan                               | Não Indicado    |
| Colômbia             | El abrazo de la serpiente                          | Espanhol     | Ciro Guerra                           | Indicado        |
| Coreia do Sul        | Sado                                               | Coreano      | Lee Joon-ik                           | Não Indicado    |
| Costa do Marfim      | Run                                                | Francês      | Philippe Lacôte                       | Não Indicado    |
| Costa Rica           | Presos                                             | Espanhol     | Esteban Ramírez                       | Não Indicado    |
| Croácia              | Zvizdan                                            | Croata       | Dalibor Matanić                       | Não Indicado    |
| Dinamarca            | Krigen                                             | Dinamarquês  | Tobias Lindholm                       | Indicado        |
| Eslováquia           | Koza                                               | Eslovaco     | Ivan Ostrochovský                     | Não Indicado    |
| Eslovênia            | Drevo                                              | Esloveno     | Sonja Prosenc                         | Não Indicado    |
| Espanha              | Loreak                                             | Basco        | Jon Garaño e Jose Mari Goenaga        | Não Indicado    |
| Estónia              | 1944                                               | Estoniano    | Elmo Nüganen                          | Não Indicado    |
| Etiópia              | Lamb                                               | Amárico      | Yared Zeleke                          | Não Indicado    |
| Filipinas            | Heneral Luna                                       | Filipino     | Jerrold Tarog                         | Não Indicado    |
| Finlândia            | Miekkailija                                        | Estoniano    | Klaus Härö                            | Pré-Indicado    |
| França               | Mustang                                            | Turco        | Deniz Gamze Ergüven                   | Indicado        |
| Geórgia              | Moira                                              | Georgiano    | Levan Tutberidze                      | Não Indicado    |
| Grécia               | Ξενία                                              | Grego        | Panos H. Koutras                      | Não Indicado    |
| Guatemala            | Ixcanul                                            | Espanhol     | Jayro Bustamante                      | Não Indicado    |
| Hong Kong            | Po feng                                            | Mandarim     | Dante Lam                             | Não Indicado    |
| Hungria              | Saul fia                                           | Húngaro      | László Nemes                          | Venceu          |
| Índia                | Court                                              | Marata       | Chaitanya Tamhane                     | Não Indicado    |
| Irão                 | Muhammad: The Messenger of God                     | Persa        | Majid Majidi                          | Não Indicado    |
| Iraque               | Bîranînen li ser kevirî                            | Curdo        | Shawkat Amin Korki                    | Não Indicado    |
| Irlanda              | Viva                                               | Espanhol     | Paddy Breathnach                      | Pré-Indicado    |
| Islândia             | Hrútar                                             | Islandês     | Grímur Hákonarson                     | Não Indicado    |
| Israel               | Baba Joon                                          | Persa        | Yuval Delshad                         | Não Indicado    |
| Itália               | Non essere cattivo                                 | Italiano     | Claudio Caligari                      | Não Indicado    |
| Japão                | Hyakuen no koi                                     | Japonês      | Masaharu Take                         | Não Indicado    |
| Jordânia             | Theeb‎                                              | Árabe        | Naji Abu Nowar                        | Indicado        |
| Kosovo               | Babai                                              | Albanês      | Visar Morina                          | Não Indicado    |
| Letônia              | Modris                                             | Letão        | Juris Kursietis                       | Não Indicado    |
| Líbano               | Waynon                                             | Albanês      | Tarek Korkomaz                        | Não Indicado    |
| Lituânia             | Sangailės vasara                                   | Lituano      | Alantė Kavaitė                        | Não Indicado    |
| Luxemburgo           | Baby(a)lone                                        | Luxemburguês | Donato Rotunno                        | Não Indicado    |
| Macedônia do Norte   | Honey Night                                        | Macedônio    | Ivo Trajkov                           | Não Indicado    |
| Malásia              | Lelaki Harapan Dunia                               | Malaio       | Liew Seng Tat                         | Não Indicado    |
| Marrocos             | Aida                                               | Árabe        | Driss Mrini                           | Não Indicado    |
| México               | 600 Millas                                         | Espanhol     | Gabriel Ripstein                      | Não Indicado    |
| Montenegro           | Ti mene nosiš                                      | Croata       | Ivona Juka                            | Não Indicado    |
| Nepal                | Talakjung vs Tulke                                 | Nepali       | Nischal Basnet                        | Não Indicado    |
| Noruega              | Bølgen                                             | Norueguês    | Roar Uthaug                           | Não Indicado    |
| Países Baixos        | The Paradise Suite                                 | Alemão       | Joost van Ginkel                      | Não Indicado    |
| Palestina            | The Wanted 18                                      | Árabe        | Paul Cowan e Amer Shomali             | Não Indicado    |
| Paquistão            | Moor                                               | Urdu         | Jami                                  | Não Indicado    |
| Paraguai             | El tiempo nublado                                  | Espanhol     | Arami Ullon                           | Não Indicado    |
| Peru                 | NN                                                 | Espanhol     | Héctor Gálvez                         | Não Indicado    |
| Polónia              | 11 Minut                                           | Polonês      |                                       | Não Indicado    |
| Portugal             | As Mil e Uma Noites, Volume 2: O Desolado          | Português    | Miguel Gomes                          | Não Indicado    |
| Quirguistão          | Сутак                                              | Quirguiz     | Mirlan Abdykalykov                    | Não Indicado    |
| Reino Unido          | Under Milk Wood                                    |              | Kevin Allen                           | Não Indicado    |
| Chéquia              | Domácí péče                                        | Tcheco       | Slávek Horák                          | Não Indicado    |
| República Dominicana | Dólares de Arena                                   | Espanhol     | Laura Amelia Guzmán e Israel Cárdenas | Não Indicado    |
| Roménia              | Aferim!                                            | Romeno       | Radu Jude                             | Não Indicado    |
| Rússia               | Solnechnyy udar                                    | Russo        | Nikita Mikhalkov                      | Não Indicado    |
| Sérvia               | Enklava                                            | Sérvio       | Goran Radovanović                     | Não Indicado    |
| Singapura            | 7 Letters                                          | Mandarim     | Royston Tan                           | Não Indicado    |
| Suécia               | En duva satt på en gren och funderade på tillvaron | Sueco        | Roy Andersson                         | Não Indicado    |
| Suíça                | Iraqi Odyssey                                      | Árabe        | Samir                                 | Não Indicado    |
| Taiwan               | Nie Yinniang                                       | Mandarim     | Hou Hsiao-Hsien                       | Não Indicado    |
| Tailândia            | How to Win at Checkers (Every Time)                | Tailandês    | Josh Kim                              | Não Indicado    |
| Turquia              | Sivas                                              | Turco        | Kaan Müjdeci                          | Não Indicado    |
| Uruguai              | Una noche sin luna                                 | Espanhol     | Germán Tejeira                        | Não Indicado    |
| Venezuela            | Dauna. Lo que lleva el río                         | Warao        | Mario Crespo                          | Não Indicado    |
| Vietname             | Trúng số                                           | Vietnamita   | Dustin Nguyen                         | Não Indicado    |